# JOKER (音楽ユニット)
JOKER（ジョーカー）は、加藤和樹、伊達幸志の2人で構成される日本の音楽ユニット。レーベルはavex trax。現在は活動休止中である。

## 来歴
2005年-2006年「ミュージカル・テニスの王子様」で共演したことをきっかけに出会う。その後、各個人にて音楽活動を行っていた2人だったが、2011年に加藤からの誘いによりユニットにて活動することが決定。ユニット結成の第一報は2011年9月実施の加藤のCDアルバム発売記念イベントにて発表され、最初は相手が伊達であることも伏せられていた。ユニット名はファンからの公募に本人達も加わり『JOKER』へ決定。ユニット名の意味は「混迷するミュージック・シーンに対する切り札(JOKER)的な存在を目指したい」思いが込められている。共に身長が180cm越えと長身なことから「イケメンツインタワーユニット」と称される。同年10月にはユニット名と、相手が伊達であることが発表され、11月にシングル『No.1』でCDデビュー。
2012年5月にミニアルバム『JOKER』をリリースし、発売翌日に品川ステラボールにて行われた1stライブ「JOKER 1st Live "GAME" 2012 ～ROCK ON～」は完売となった。8月にSuG、アンダーグラフとの対バンライブ、a-nationのオープニングアクトとして参加。10月に小室哲哉が共作詞・作曲・コーラス・キーボード演奏で参加した2ndシングル『Rolling Life』を発売。12月にフルアルバム『OVER』を発売、初のライブツアー「JOKER Live“GAME”Tour 2012-2013～OVER～」を全国13箇所にて行う。
2013年3月、本人達のブログにて、ユニット活動の休止を表明。伊達のブログは休止後に一旦削除されたため、該当記事は残っていない。具体的な休止理由などは語られていない。
2022年4月、加藤のアーティストデビュー15周年の記念ライブにて一夜限り復活を果たす。

## ディスコグラフィー

### シングル
| No. | 発売日         | タイトル    | 形態                          | 規格品番                             |
| --- | -------------- | ----------- | ----------------------------- | ------------------------------------ |
| 01  | 2011年11月7日  | No.1        | CD+DVD①盤 CD+DVD②盤 CD Only盤 | AVCD-48208/B AVCD-48209/B AVCD-48210 |
| 02  | 2012年10月10日 | Rollig Life | CD+DVD①盤 CD+DVD②盤 CD Only盤 | AVCD-48584/B AVCD-48585/B AVCD-48586 |

### アルバム
| No. | 発売日        | タイトル | 形態                          | 規格品番                             |
| --- | ------------- | -------- | ----------------------------- | ------------------------------------ |
| 01  | 2012年5月2日  | JOKER    | CD+DVD①盤 CD+DVD②盤 CD Only盤 | AVCD-38504/B AVCD-38505/B AVCD-38506 |
| 02  | 2012年12月5日 | OVER     | CD+DVD①盤 CD+DVD②盤 CD Only盤 | AVCD-38585/B AVCD-38586/B AVCD-38587 |

### DVD
| 発売日        | タイトル            | 規格品番   |
| ------------- | ------------------- | ---------- |
| 2012年9月26日 | LIVE DVD『ALIVE I』 | AVBD-91943 |

## LIVE
| タイトル                                                       | 日程           | 会場                              |
| -------------------------------------------------------------- | -------------- | --------------------------------- |
| JOKER 1st Live "GAME" 2012 ～ROCK ON～                         | 2012年5月3日   | 東京 品川ステラボール             |
| JOKER VERSUS LIVE ～Battle Game 2012～ JOKER VS SuG            | 2012年8月16日  | 東京 代官山UNIT                   |
| JOKER VERSUS LIVE ～Battle Game 2012～ JOKER VS アンダーグラフ | 2012年8月16日  | 東京 代官山UNIT                   |
| JOKER Live“GAME”Tour 2012-2013～OVER～                         | 2012年12月14日 | 宮城 仙台darwin                   |
| JOKER Live“GAME”Tour 2012-2013～OVER～                         | 2012年12月16日 | 札幌 ペニーレーン24               |
| JOKER Live“GAME”Tour 2012-2013～OVER～                         | 2012年12月22日 | 広島 ナミキジャンクション         |
| JOKER Live“GAME”Tour 2012-2013～OVER～                         | 2012年12月23日 | 広島 ナミキジャンクション         |
| JOKER Live“GAME”Tour 2012-2013～OVER～                         | 2012年12月24日 | 福岡 BEAT STATION                 |
| JOKER Live“GAME”Tour 2012-2013～OVER～                         | 2013年1月5日   | 静岡 浜松窓枠                     |
| JOKER Live“GAME”Tour 2012-2013～OVER～                         | 2013年1月6日   | 千葉 柏PALOOZA                    |
| JOKER Live“GAME”Tour 2012-2013～OVER～                         | 2013年1月12日  | 愛知 名古屋ダイアモンドホール     |
| JOKER Live“GAME”Tour 2012-2013～OVER～                         | 2013年1月14日  | 愛媛 松山サロンキティ             |
| JOKER Live“GAME”Tour 2012-2013～OVER～                         | 2013年1月19日  | 大阪 BIG CAT                      |
| JOKER Live“GAME”Tour 2012-2013～OVER～                         | 2013年1月20日  | 石川 金沢AZ                       |
| JOKER Live“GAME”Tour 2012-2013～OVER～                         | 2013年1月26日  | 埼玉 さいたま新都心 HEAVEN'S ROCK |
| JOKER Live“GAME”Tour 2012-2013～OVER～                         | 2013年1月27日  | 東京 SHIBUYA-AX                   |